# Geleitshäuser
Die Geleitshäuser bilden ein kleines Dorf in der Ortschaft Mochau der Großen Kreisstadt Döbeln im sächsischen Landkreis Mittelsachsen.

## Geographie
Die Geleitshäuser bilden eine Streusiedlung südlich von Dreißig und Kleinmockritz und nordwestlich von Prüfern auf etwa 267 m entlang der Straße von Petersberg nach Meila.

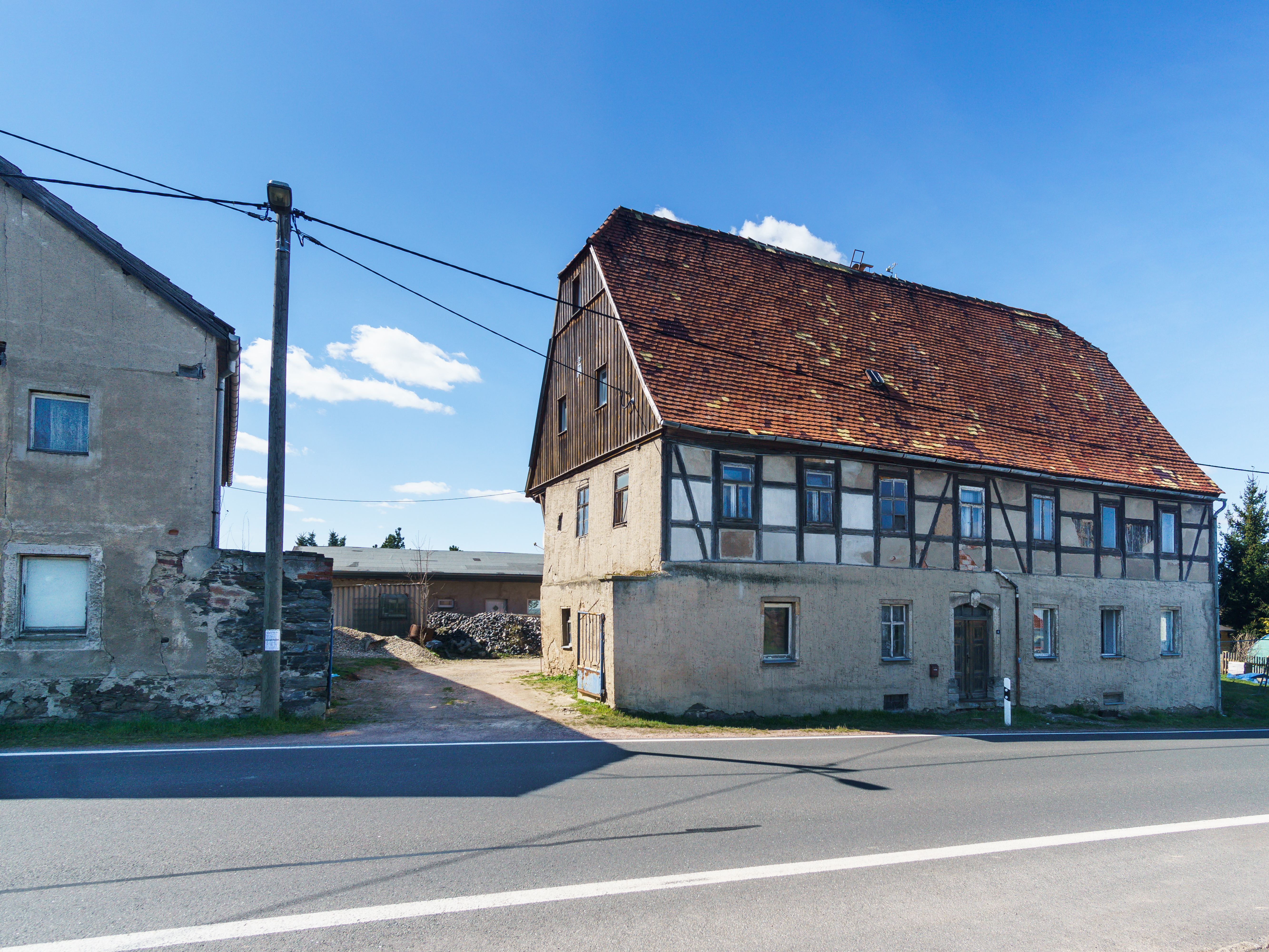
Geleitshäuser; Gasthof Grauer Wolf

## Geschichte
Die Geleitshäuser sind mindestens 1880 erstmals erwähnt worden. Damals gehörte der Ort bereits zu Prüfern. Zum 1. Dezember 1880 lebten in Geleitshäuser in 5 Häusern 31 Personen. In einer anderen Quelle wird der Ortsteil als Ortsteil von Dreißig genannt. 1965 gehörte der Ort zu Lüttewitz-Dreißig, ab 1993 zu Lüttewitz und ab 1996 schließlich zu Mochau, das seit 2016 ein Ortsteil Döbeln ist. 2001 waren die Häuser zur Kirchgemeinde Beicha-Mochau gepfarrt.

## Belege
1. ↑  Saxony (Kingdom) Statistisches Landesamt: Alphabetisches Verzeichniss der im Königreiche Sachsen belegenen Stadt- und Landgemeinden: mit den zugehörigen, besonders benannten Wohnplätzen ... : nebst alphabetischem Register. C. Heinrich, 1884 (google.com [abgerufen am 30. Dezember 2023]).
2. ↑  Geleitshäuser – HOV | ISGV. Abgerufen am 30. Dezember 2023.